# Alan Sillitoe
Alan Sillitoe, né le 4 mars 1928 à Nottingham et mort le 25 avril 2010 à Londres, est un écrivain britannique, l'un des Angry Young Men (jeunes hommes en colère) des années 1950.

## Biographie

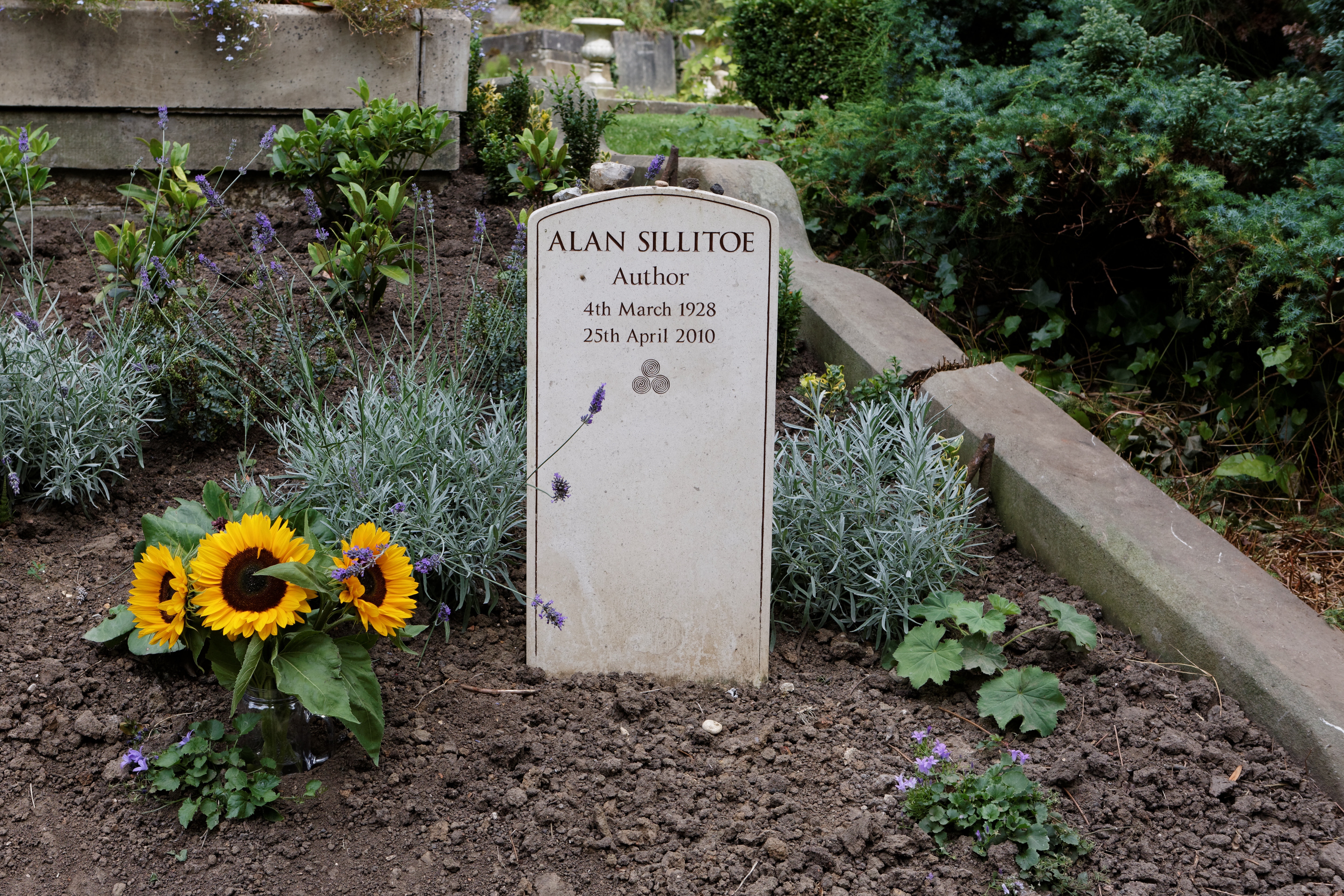
cimetière de Highgate.

Sillitoe est né à Nottingham, de parents ouvriers. Tout comme Arthur Seaton, l'antihéros du premier roman de Sillitoe Samedi soir, dimanche matin (Saturday Night and Sunday Morning), son père travaillait dans une usine de vélos, la Raleigh Bicycle Company.
En 1946, Sillitoe s'engagea dans la Royal Air Force, et fut posté en Malaisie péninsulaire où il contracta la tuberculose. C'est durant son hospitalisation, que se développa chez lui le goût de la lecture et de l'écriture, qu'il devait conserver après avoir quitté l'armée en 1949.
C'est en 1955 à Majorque, en Espagne, où il vivait avec sa compagne, la poétesse américaine Ruth Fainlight, et au contact du poète Robert Graves, que Sillitoe commença à travailler à Samedi soir, dimanche matin, qui fut publié en 1958. En partie influencé par la prose désarticulée d'Ernest Hemingway, le livre relate les états d'esprit et la condition d'un jeune ouvrier d'usine qui voit inévitablement se terminer son flirt de jeunesse. Comme Look Back in Anger et Room at the Top, le vrai sujet du roman était le désenchantement de la Grande-Bretagne d'après-guerre, et les perspectives limitées de la classe ouvrière. Le roman fut adapté au cinéma en 1960 par Karel Reisz, avec Albert Finney dans le rôle d'Arthur Seaton (Voir Samedi soir, dimanche matin (film).
Sa nouvelle La Solitude du coureur de fond (The Loneliness of the Long Distance Runner), qui a pour sujet la rébellion d’un jeune délinquant doué pour la course à pied, lui valut de recevoir le prix Hawthornden en 1959. Elle fut également adaptée au grand écran sous le même titre, cette fois-ci par Tony Richardson, avec Tom Courtenay dans le rôle principal et Michael Redgrave.
En 1990, on lui attribua le titre de docteur honoris causa de la Nottingham Trent University. L’université de Nottingham, la plus ancienne et prestigieuse de la ville, appartenant au Russell Group, décerna également à Sillitoe à titre honorifique un titre de docteur ès lettres en 1994, et en 2006 sa pièce de théâtre la plus connue fut montée au Lakeside Arts theatre de l’université dans une version inédite.
Sillitoe a écrit beaucoup d’autres romans et plusieurs volumes de poésie, listés ci-dessous. Son autobiographie de 1995, Life Without Armour, reçut un accueil critique élogieux au moment de sa parution et donne un regard sur son enfance misérable.
En 2007, il publia Gadfly in Russia, un compte rendu des voyages qu’il fit régulièrement en Russie, sur une période de 40 ans.
Il meurt le 25 avril 2010 et est inhumé au cimetière de Highgate.
Il avait épousé Ruth Fainlight (en), vivait à Londres et ils ont eu deux enfants.

## Romans
- 1958 : Samedi soir, dimanche matin (Saturday Night and Sunday Morning), traduit en français par Henri Delgove, Paris, 2019, L'Échappée, 284 p.
- 1960 : Le Général (The General)
- 1961 : Key to the Door
- 1964 : Road To Volgograd
- 1965 : The Death of William Posters
- 1967 : A Tree on Fire
- 1970 : A Start in Life
- 1971 : Travels in Nihilon
- 1972 : Raw Material
- 1974 : The Flame of Life
- 1976 : The Widower's Son
- 1979 : The Storyteller
- 1982 : Her Victory
- 1983 : Les Aventuriers de l’Aldébaran (The Lost Flying Boat)
- 1984 : Down from the Hill, publié en français en 1991 aux éditions Messidor à Paris, sous le titre En roue libre.
- 1985 : Life Goes On
- 1987 : Loin des vagues (Out of the Whirlpool)
- 1989 : The Open Door
- 1990 : Last Loves
- 1991 : Leonard's War
- 1993 : Snowstop
- 1998 : The Broken Chariot
- 2000 : The German Numbers Woman
- 2004 : A Man of His Time

## Recueils de nouvelles
- 1959 : La Solitude du coureur de fond (The Loneliness of the Long Distance Runner)
- 1963 : La Fille du chiffonnier (The Ragman's Daughter)
- 1968 : Guzman, Go Home
- 1973 : Men, Women and Children
- 1981 : The Second Chance
- 1988 : The Far Side of the Street
- 1997 : Alligator Playground

## Recueils de poèmes
- 1960 : The Rats and Other Poems
- 1964 : A Falling Out of Love
- 1968 : Love in the Environs of Voronezh
- 1974 : Storm and Other Poems
- 1979 : Snow on the North Side of Lucifer
- 1984 : Sun before Departure
- 1986 : Tides and Stone Walls

## Adaptation au cinéma
- 1972 : The Ragman's Daughter